# Semmy Nyström
Semmy Fredrik Leonard Nyström, född 1 augusti 1869 i Stockholm, död 22 april 1946 i Stockholm, var en svensk illustratör och litograf. 
Han målade bland annat julkort och nyårskort. Semmy Nyström drev en litografisk industri som 1919 uppgick i Almqvist & Wiksell.